# كف (عروض)
الكَفُّ عند العروضيين حذف السابع من الجزء نحو حذفك النون من مفاعيلن حتى يصير مفاعيل ومن فاعلاتن حتى يصير فاعلات. وكذلك كل ما حذف سابعه على التشبيه بكفة القميص التي تكون في طرف ذيله. المكفوف في علل العروض مفاعيل كان أصله مفاعيلن.